# Emmanuel Lebesson
Emmanuel Lebesson (* 24. dubna 1988 Niort) je francouzský hráč stolního tenisu. Je levák, hraje za klub SPO Rouen, jeho trenérem je Patrick Chila. Na Mistrovství Evropy ve stolním tenise 2009 vybojoval spolu s Damienem Éloiem bronzovou medaili ve čtyřhře, na mistrovství Evropy ve stolním tenise 2016 získal titul ve dvouhře. S francouzským družstvem skončil třetí na mistrovství Evropy 2010, druhý na Evropských hrách 2015 a třetí na mistrovství Evropy 2017. Je mistrem Francie ve dvouhře z let 2009 a 2017. Startoval na olympijských hrách 2016, kde vypadl ve druhém kole mužské dvouhry. Ve světovém žebříčku byl v roce 2017 klasifikován na 20. místě.